# Noémia de Sousa
Carolina Noémia Abranches de Sousa Soares, née à Catembe au Mozambique le 20 septembre 1926 et morte à Cascais au Portugal le 4 décembre 2002 , est une poète et journaliste mozambicaine.

## Biographie
Née en 1926, Noémia de Sousa, métisse, étudie au Brésil et commence à publier dans le journal O Brado Africano. Entre 1951 et 1964 elle habite à Lisbonne où elle est traductrice. Mais, à cause de son opposition à l'Estado Novo, elle doit s'exiler à Paris, où elle travaille au consulat du Maroc. C'est à cette époque qu'elle adopte le pseudonyme de Vera Micaia. Également poète et journaliste dans les agences de presse internationales, elle voyage à travers toute l'Afrique pendant les guerres d'indépendance. Noémia de Sousa revint à Lisbonne en 1975 où elle travaille à l'Agência Noticiosa Portuguesa (agence de presse portugaise). Elle meurt en 2002.

## Œuvres
Son œuvre est dispersée dans de nombreux journaux et revues littéraires. De plus, elle collabora à de nombreuses publications. En 2001, l'Association des écrivains mozambicains (AEMO) a publié le livre Sangue Negro (Sang Noir), qui rassemble ses poèmes écrits entre 1949 et 1951.

## Publication en français
- Notre voix, Elisabeth Monteiro Rodrigues (trad.), 2017, collection « Corp/us », éditions Isabelle Sauvage[4].